# Nocticanace actites
Nocticanace actites är en tvåvingeart som beskrevs av Wayne N. Mathis och Wirth 1979. Nocticanace actites ingår i släktet Nocticanace och familjen Canacidae. Inga underarter finns listade i Catalogue of Life.